# George Graham
George Graham (sinh ngày 30 tháng 11 năm 1944) là một cựu cầu thủ bóng đá và huấn luyện viên người Scotland. Ông được biết đến nhiều nhất bởi sự thành công của mình tại câu lạc bộ Arsenal, là một cầu thủ trong những năm 1960, 1970 và sau đó là huấn luyện viên từ năm 1986 cho đến năm 1995.

## Cuộc sống
Là con út trong bảy người con, Graham lớn lên trong nghèo đói ở Bargeddie, gần Coatbridge. Ông được nuôi nấng bởi mẹ của mình, Janet, sau khi cha ông, Robert Young Graham, chết vì bệnh lao và suy tim vào ngày Giáng sinh năm 1944, khi George chưa đầy một tháng tuổi. Chị gái của ông cũng chết vì bệnh lao ở tuổi 19, vào năm 1951. Khi lớn lên, Graham cho thấy tiềm năng đầy hứa hẹn một cầu thủ bóng đá, và Newcastle United, Chelsea và Aston Villa đã thể hiện sự quan tâm cho chàng trai trẻ Graham.

## Sự nghiệp chơi bóng
Mặc dù là người Scotland, Graham chỉ chơi bóng ở Anh và Hoa Kỳ. Ông ký hợp đồng với Aston Villa vào năm 1961, vào ngày sinh nhật thứ 17 của ông. Ông đã trải qua ba mùa giải ở câu lạc bộ Birmingham, nhưng chỉ được ra sân tám lần - mặc dù một trong số đó là trận chung kết League Cup năm 1963 thất bại trước câu lạc bộ Birmingham City. Chelsea đã đưa ông về vào tháng 7 năm 1964 với giá £ 5000. Graham ghi được 35 bàn thắng trong 72 trận cho câu lạc bộ và giành được một huy chương League Cup vào năm 1965, nhưng ông cùng với một số cầu thủ Chelsea khác ngày càng xung đột với huấn luyện viên Tommy Docherty. Đỉnh điểm của xung đột này là việc Graham và bảy người khác được Docherty gửi về nhà và xử lý kỷ luật vì vi phạm lệnh giới nghiêm trước trận đấu vào năm 1965.
Bertie Mee của Arsenal đang tìm kiếm một sự thay thế cho Joe Baker, và trả £ 75,000 cộng với Tommy Baldwin năm 1966 để mang Graham về Highbury. Ông có trận mở màn vào ngày 01 tháng 10 năm 1966 trên sân nhà trước Leicester City, và mặc dù kết quả là một thất bại 4-2 ngay lập tức ông đã trở thành một thành viên thường trực trong đội hình Arsenal. Ông là cầu thủ ghi bàn hàng đầu của Arsenal trong cả hai mùa giải 1966-67 và 1967-68, bắt đầu ở vị trí tiền đạo trung tâm cho câu lạc bộ, nhưng sau đó chuyển vào bên trong với việc John Radford di chuyển từ cánh phải lên phía trước.
Với Arsenal, Graham là một trong những thành viên giành ngôi Á quân trong cả hai trận chung kết League Cup năm 1968 và 1969, trước khi giành huy chương ở chung kết Inter-Cities Fairs Cup 1969-1970. Sau đó ông trở thành một phần không thể thiếu của trong cú đúp chiến thắng của Arsenal 1970-1971, và thậm chí đã được xác nhận ghi bàn gỡ hòa của Arsenal trong trận chung kết cúp FA với Liverpool, mặc dù Eddie Kelly mới được chính thức ghi nhận cho bàn thắng đó.
Chiến thắng cú đúp ấy đã thu hút sự chú ý của Scotland và Graham đã được lựa chọn cho đội tuyển quốc gia lần đầu tiên gặp Bồ Đào Nha vào ngày 13 tháng 10 năm 1971. Ông giành chiến thắng mười hai trận cùng Scotland, ghi được ba bàn thắng, với trận đấu cuối cùng là gặp Brasil vào ngày 30 tháng 6 năm 1973. Khi đó, tuy nhiên, Graham đã không còn là một cầu thủ của Arsenal.
Sự xuất hiện của Alan Ball ở giữa 1971-1972 đã làm cho vị trí của mình trong đội hình Arsenal ít đảm bảo và do đó ông được chuyển nhượng với giá £ 120.000 cho Manchester United vào tháng 12 năm 1972. Tổng cộng, ông đã chơi 308 trận cho Arsenal, ghi được 77 bàn thắng. Ông đã dành hai năm tại United, và đã được chuyển xuống hạng Hai, trước khi tiếp tục sự nghiệp của mình ở Anh tại Portsmouth và Crystal Palace. Ông đã chơi mùa hè năm 1978 ở Mỹ cho California Surf.

## Sự nghiệp huấn luyện

### Millwall
Sau khi giải nghệ, ông đã trở thành một huấn luyện viên tại Crystal Palace và sau đó Queens Park Rangers. Vào ngày 06 Tháng 12 năm 1982 Graham được bổ nhiệm làm giám đốc của Millwall, những người sau đó dưới cùng của Sư đoàn thứ ba tuổi. Graham quay bên xung quanh trong một khoảng thời gian ngắn, họ tránh xuống hạng mùa giải đó và trong 1984-1985 họ đã được thăng Second Division. Sau khi ông rời câu lạc bộ vào năm 1986, họ tiếp tục giành chiến thắng trong hạng hai và giành chiến thắng thăng đầu tiên trong 1987-1988.

### Arsenal
Thành tựu của Graham tại Millwall thu hút sự chú ý từ các câu lạc bộ lớn hơn, và với việc sa thải Don Howe như huấn luyện viên của Arsenal tháng 3 năm 1986, Giám đốc Arsenal đã quan tâm đến việc bổ nhiệm Alex Ferguson, người quản lý Aberdeen, là người quản lý mới của họ với Graham như trợ lý của ông. Tuy nhiên, Ferguson (sau đó phụ trách tạm thời của đội tuyển quốc gia Scotland sau cái chết của Jock Stein vào tháng Chín trước, và vẫn còn phụ trách Aberdeen) đã quyết định đợi đến sau World Cup mùa hè năm đó trước khi quyết định tương lai của mình, và vì vậy Giám đốc Arsenal bổ nhiệm Graham là người quản lý mới của họ vào ngày 14 tháng 5 năm 1986.
Một tháng sau khi đến Arsenal, Graham đã được liên kết với các công việc như quản lý của đội tuyển quốc gia Scotland, nhưng công việc đã đi đến Andy Roxburgh thay thế.
Arsenal đã không giành được một danh hiệu kể từ khi FA Cup năm 1978-1979, và bị trôi mất từ các đội bóng hàng đầu ở giải. Graham xóa ra nhiều những người thủ cựu và thay thế chúng bằng bản hợp đồng mới và người chơi thăng cấp từ đội trẻ, trong khi áp đặt kỷ luật nghiêm ngặt hơn nhiều so với người tiền nhiệm của mình, cả trong phòng thay đồ và trên sân. Hình thức của Arsenal ngay lập tức cải thiện, vì vậy mà câu lạc bộ là hàng đầu của Liên đoàn vào dịp Giáng sinh năm 1986, trăm năm của câu lạc bộ, lần đầu tiên trong một thập kỷ.
Arsenal hoàn thành thứ tư trong mùa giải đầu tiên của Graham phụ trách, và họ tiếp tục giành League Cup năm 1987. Trong khi Arsenal thua trận chung kết League năm sau (3-2 thất bại gây sốc cho Luton Town), hình thức League dần được cải thiện. Bên Graham đặc trưng kỷ luật phòng thủ chặt chẽ, thể hiện bởi đội trưởng trẻ tuổi Tony Adams, người đã cùng với Lee Dixon, Steve Bould, Nigel Winterburn, hình thành cơ sở phòng thủ của câu lạc bộ trong hơn một thập kỷ. Tuy nhiên, trái với niềm tin phổ biến, trong thời gian này Graham của Arsenal không phải là một bên hoàn toàn phòng thủ, Graham cũng sử dụng tiền vệ có khả năng như David Rocastle, Michael Thomas và Paul Merson, và tiền đạo Alan Smith, người ghi bàn nhiều tác thường xuyên mang lại cho anh nhiều hơn 20 bàn thắng mỗi mùa.
Vào cuối mùa giải thứ ba của Graham (1988-1989), câu lạc bộ giành chức vô địch đầu tiên của họ kể từ năm 1971 (khi Graham đã là một cầu thủ của Arsenal), trong thời trang rất ấn tượng, trong trận đấu cuối cùng của mùa giải trước Liverpool tại Anfield, Arsenal cần thiết để giành chiến thắng bằng hai mục tiêu để có những tiêu đề, Alan Smith ghi bàn cho Arsenal ở đầu hiệp thứ hai để làm cho nó 1-0, nhưng khi thời gian trôi qua Arsenal phải vật lộn để có được một thứ hai, và với 90 phút đi trên đồng hồ, Arsenal vẫn cần thêm một bàn thắng. Chỉ có vài giây để đi, một bộ phim-Smith trên tìm thấy Michael Thomas tăng hàng phòng ngự Liverpool, tiền vệ trẻ bình tĩnh quả tâng bóng qua Bruce Grobbelaar vào lưới, và Arsenal được vào Champions League.
Sau khi kết thúc thứ tư trong năm 1990, Graham đã ký hợp đồng với thủ môn David Seaman và cầu thủ chạy cánh người Thụy Điển Anders Limpar trong mùa gần, cả hai cầu thủ đã chứng minh quan trọng như Arsenal giành được một danh hiệu thứ hai trong 1990-1991 và đạt FA Cup bán kết, thua kình địch Tottenham Hotspur.
Arsenal đã hoàn thành trước á quân Liverpool trong cuộc đua giành chức vô địch mùa giải đó, và trong tháng hai của mùa giải mà Liverpool Kenny Dalglish đã bất ngờ tuyên bố từ chức của mình như quản lý - và tên của Graham là một trong những đề cập bởi các phương tiện truyền thông như một thể kế thừa cho Dalglish. Tuy nhiên, Graham đã nhanh chóng loại trừ mình ra khỏi các hoạt động, và công việc đến Graeme Souness thay thế.
Graham tiếp tục ký tiếp hợp đồng với tiền đạo và cuối cùng thứ hai mọi thời Ian Wright ghi bàn từ Crystal Palace vào mùa thu năm 1991, nhập cảnh đầu tiên của câu lạc bộ ở Cúp châu Âu trong 20 năm (họ đã không thể cạnh tranh trong giải đấu 1989-1990 do lệnh cấm các câu lạc bộ Anh ở đấu trường châu Âu phát sinh từ thảm họa Heysel năm 1985).
Tuy nhiên, cuộc phiêu lưu vô địch châu Âu một thời gian ngắn. Arsenal đã bị loại bởi S.L. Benfica ở vòng thứ hai và thất bại trong việc làm cho vòng bảng hấp dẫn. 1991-1992 đưa được nhiều sự thất vọng khi các Pháo thủ đã bị loại khỏi FA Cup ở vòng thứ ba của Wrexham thấp kém, mặc dù Arsenal đã làm khá tốt trong các giải đấu và hoàn thành thứ tư.
Sau khi mùa giải này, Graham thay đổi chiến thuật của mình, ông đã trở thành phòng thủ nhiều hơn và hóa ra bên ít tấn công có đầu óc, mà phụ thuộc chủ yếu vào các bàn thắng của Wright chứ không phải là toàn đội. Giữa 1986-1987 và 1991-1992 Arsenal trung bình 66 bàn thắng một mùa giải (điểm 81 trong 1991-1992), nhưng giữa 1992-1993 và 1994-1995 chỉ có trung bình 48, điều này chỉ bao gồm 40 giai đoạn 1992-93, khi câu lạc bộ đã hoàn thành 10 trong mùa giải khai mạc của FA Premier League, ghi được ít hơn bất kỳ đội bóng khác trong việc phân chia.
Graham của Arsenal đã trở thành chuyên gia Cup, và trong 1992-1993 Arsenal trở thành đội đầu tiên giành chiến thắng FA Cup và League Cup đôi, cả hai lần Arsenal đánh bại Sheffield Wednesday, 2-1 trong trận chung kết cúp League và 2-1 sau khi một phát lại trong FA Cup lại. Mùa giải tiếp theo họ tiếp tục trong bối cảnh đó, chiến thắng UEFA Cup Winners' Cup, danh hiệu thứ hai châu Âu, trong Arsenal yêu thích nhịp cuối cùng và chủ Parma 1-0 với một hiệu suất phòng ngự chặt chẽ và mục tiêu phút 21 Alan Smith từ một bàn chân trái volley.
Cup 1994 Cup Winners 'được chứng minh là danh hiệu cuối cùng của George Graham ở câu lạc bộ; tháng Hai sau, ông đã bị sa thải sau khi gần chín năm phụ trách, sau khi nó được phát hiện, ông đã chấp nhận thanh toán bất hợp pháp £ 425,000 từ đại lý Na Uy Rune Hauge sau của Arsenal năm 1992 mua lại của John Jensen và Pal Lydersen, hai trong số các khách hàng của Hauge. Graham cuối cùng đã bị cấm cho một năm do Hiệp hội bóng đá cho sự tham gia của mình trong vụ bê bối, sau khi ông thừa nhận ông đã nhận được "món quà không mong muốn" từ Hauge.

### Leeds United
Sau khi phục vụ lệnh cấm của ông, George Graham trở lại quản lý bóng đá đến với Leeds United vào tháng 9 năm 1996. Ông đã tiếp nhận một đội Leeds mà đang đấu tranh chống xuống hạng vào thời điểm và ưu tiên hàng đầu của ông là bảo vệ, mặc dù Leeds ghi bàn ít hơn bất kỳ câu lạc bộ Premiership khác (28) họ vẫn hoàn thành trong một nơi an toàn thứ 13. Đưa vào các cầu thủ như Jimmy Floyd Hasselbaink trong mùa gần, 1997-98 thấy Leeds ghi hai bàn là mục tiêu nhiều như kết thúc mùa giải trước thứ năm ở giải Ngoại hạng và an toàn UEFA Cup mùa tới. 

### Tottenham Hotspur
Trong tháng 10 năm 1998 chính tả hai năm Graham như Leeds đã kết thúc khi ông được bổ nhiệm làm huấn luyện viên của Tottenham Hotspur. Chỉ năm tháng sau khi cáo buộc mà ông dẫn dắt câu lạc bộ giành chiến thắng trước Leicester City ở League Cup năm 1999, và cùng với nó một vị trí tại UEFA Cup 1999-2000. Ông đã bị sa thải vào ngày 15 tháng 3 năm 2001, ngay sau khi câu lạc bộ đã được mua bởi ENIC, cho bị cáo buộc vi phạm hợp đồng. Câu lạc bộ nói rằng Graham đã được cấp "một số cảnh báo bằng văn bản trước khi sa thải của ông đã cho ra những gì được coi là do câu lạc bộ như là thông tin cá nhân" trước khi, trước đó trong tuần đó, dường như thông báo cho phương tiện truyền thông, ông đã có "một ngân sách hạn chế" cho người chơi mới và bày tỏ sự thất vọng của mình với nó. Điều này dẫn đến anh được triệu tập tới một cuộc họp với Spurs phó chủ tịch David Buchler, sau đó ông đã bị sa thải. Buchler sau đó đặt câu hỏi liệu Graham đã có những lợi ích của câu lạc bộ ở tim và mô tả hành vi của mình trong cuộc họp là "tích cực và thách thức". Đại diện hợp pháp của Graham đã đưa ra một tuyên bố bày tỏ ông "sốc và buồn bã đã bị sa thải và không thể tin được một cái cớ mỏng manh đã được đưa ra". Nó đã đi vào để nói rằng Graham "tin ENIC luôn có ý định sa thải ông." Mặc dù hướng dẫn câu lạc bộ danh hiệu đầu tiên của mình trong tám mùa, Graham không thể đạt được một kết thúc cao hơn phần mười trong giải Ngoại hạng và vẫn không phổ biến với một phần lớn của ủng hộ, bởi vì vai trò trước đây của ông tại Arsenal, đại kình địch của Tottenham Hotspur.

### Từ năm 2001
Ông đã được ra khỏi nghề huấn luyện viên kể từ đó, tập trung vào sự nghiệp của mình như một bình luận viên bóng đá cho kênh Sky Sports.
Tuy nhiên, ông đã được liên kết với một số vị trí tuyển dụng quản lý sau khi rời Tottenham Hotspur. Tháng Mười năm 2001, sau khi miễn nhiệm Peter Taylor ở Leicester City, ông đã được liên kết với vị trí tuyển dụng đó, nhưng nó đã được lấp đầy bởi Dave Bassett thay thế.
Mùa giải tiếp theo, với Glenn Roeder bị chỉ quyền lãnh đạo của một West Ham United bên nhóm cho Premier League xuống hạng, tên Graham được nhắc đến như một sự thay thế có thể, nhưng Roeder thực sự kéo dài cho đến tuần đầu của mùa giải 2003-04 và lần này có rất ít đề cập đến tên Graham trong việc săn tìm một người kế nhiệm, đã kết thúc với việc bổ nhiệm Alan Pardew. Trong mùa giải gần năm 2003, sự từ chức của Graham Taylor tại Aston Villa thấy tên của Graham đề cập bởi các phương tiện truyền thông như là một kế có thể, nhưng lại không có gì đến nó, với vị trí tuyển dụng này đang được lấp đầy bởi David O'Leary, người đã chơi dưới Graham tại Arsenal và làm việc như trợ lý của ông tại Leeds United. Ông và O'Leary đã cả hai được đề cập là ứng cử viên cho công việc ở Sunderland hai lần trong mùa giải 2002-03 sau sự ra đi của Peter Reid vào tháng Mười và Howard Wilkinson vào tháng Ba.
Graham đã tiết lộ rằng ông bị viêm khớp. "Tôi yêu golf của tôi, nhưng vì viêm khớp của tôi, tôi đã không thi đấu nhiều trong hai năm qua, nếu có. Khi tôi là một cầu thủ, khi tôi đã có rất nhiều thời gian trên tay của tôi, tôi đã xuống đến điểm chấp tám. Nhưng khi tôi là người quản lý, tôi đã đi lại đến 12. tôi vừa mới đưa lên quần vợt và phải nói rằng tôi không phải là rất tốt. "

## Danh hiệu

### Cầu thủ
Chelsea
- Football League Cup: 1964–65

Arsenal
- Football League First Division: 1970–71
- FA Cup: 1970–71
- Inter-Cities Fairs Cup: 1969–70

### Huấn luyện viên
Millwall
- Football League Trophy: 1982–83
- Football League Third Division thăng hạng: 1984–85

Arsenal
- Football League First Division: 1988–89, 1990–91
- FA Cup: 1992–93
- Football League Cup: 1986–87, 1992–93
- FA Charity Shield: 1991 (đồng đoạt cúp)
- Football League Centenary Trophy: 1988
- European Cup Winners' Cup: 1993–94

Tottenham Hotspur
- Football League Cup: 1998–99